# Гарднер (Северна Дакота)
Гарднер (енгл. Gardner) град је у америчкој савезној држави Северна Дакота.

## Демографија
По попису из 2010. године број становника је 74, што је 6 (-7,5%) становника мање него 2000. године.
| Група             | 2000.      | 2010.      |
| Белци             | 76 (95,0%) | 72 (97,3%) |
| Афроамериканци    | 0 (0,0%)   | 0 (0,0%)   |
| Азијати           | 0 (0,0%)   | 0 (0,0%)   |
| Хиспаноамериканци | 4 (5,0%)   | 2 (2,7%)   |
| Укупно            | 80         | 74         |